# Sahiwal
Sahiwal (pendżabski/urdu: ساہِيوال‬) – miasto we wschodnim Pakistanie, w prowincji Pendżab, na Nizinie Indusu, w międzyrzeczu rzeki Rawi i Satledź. Około 239 tys. mieszkańców.